# Astragalus caroli-henrici
Astragalus caroli-henrici là một loài thực vật có hoa trong họ Đậu. Loài này được I.Deml miêu tả khoa học đầu tiên.